# Рахманов, Александр Васильевич
Александр Васильевич Рахманов (9 сентября 1879, Москва — 22 ноября 1949, Ленинград) — российский и советский учёный-физиотерапевт и патоморфолог, педагог, доктор медицинских наук (1910), профессор (1914), генерал-майор медицинской службы. Заслуженный деятель науки РСФСР (1939). Основатель научной школы гистологов-физиологов и один из основоположников советской военно-врачебной экспертизы.

## Биография
Родился 9 сентября 1879 года в Москве.
С 1898 по 1902 год  обучался на физико-математическом факультете Императорский Санкт-Петербургский университет, будучи студентом занимался гистологическими исследованиями  в нейрогистологической лаборатории под руководством профессора А. С. Догеля, за свою научную работу: «К вопросу о строении зобной железы» А. В. Рахманов был удостоен золотой медали Петербургского университета. С 1902 по 1906 год обучался в Военно-медицинской академии, в годы учёбы в академии, А. В. Рахманов работал в психоневрологической лаборатории академика В. М. Бехтерева, за научный труд «Нейро-фибриллы и хроматофильное вещество в нервных клетках» он был удостоен золотой медали ВМА.
С 1907 по 1914 год на научно-преподавательской деятельности в Военно-медицинской академии с прикомандированием  к клинике нервных и душевных болезней, с 1914 года — клинический профессор, проходил стажировку во Франции и Германии. С 1914 по 1921 года служил в Варшавском (с 1915 года — Московском) госпитале в должности 
заведующего неврологическим отделением, с 1918 по 1946 год одновременно являлся членом и заместителем председателя Учёного совета НКЗ РСФСР — НКЗ СССР (с 1936 года). С 1923 по 1941 год на научно-исследовательской работе в Государственном институте физиотерапии в должности заведующего патологоанатомическим отделением. В период Великой Отечественной войны работал в составе Центральной военно-врачебной комиссии Народного комиссариата обороны СССР в качестве постоянного члена, занимался вопросами организации военно-врачебной экспертизы.

### Научно-педагогическая деятельность
Основная научно-педагогическая деятельность А. В. Рахманова была связана с вопросами в области нейрогистологии и и патоморфологии. А. В. Рахманов являлся основателем научной школы гистологов-физиологов и одним из основоположников советской военно-врачебной экспертизы.
В 1910 году А. В. Рахманов была присвоено учёная степень доктор медицинских наук по теме его диссертации: «О распространении токсинов по нервной ткани». В 1914 году ему было присвоено учёное звание профессора.  А. В. Рахманов являлся автором более семидесяти научных работ. В 1939 году за заслуги в медицине и научной деятельности был удостоен почётного звания Заслуженный деятель науки РСФСР.
Скончался 22 ноября 1949 года в Ленинграде.

## Основные работы
- Неврофибрилли и хроматофильное вещество в нервных клетках / А.В. Рахманов; [Из Гистол. лаб. Клиники душев. и нерв. болезней акад. В.М. Бехтерева]. - Санкт-Петербург : тип. М.М. Стасюлевича, 1907.
- О распространении токсинов по нервной системе. - Санкт-Петербург : "Электропеч." Я. Кровицкого, 1910. — 160 с.
- Краткое руководство по военно-врачебной экспертизе / Под ред. ген.-майора мед. службы А. В. Рахманова. - 2-е изд. - Москва : Медгиз, 1947. — 183 с.

## Награды
- Орден Ленина
- Два ордена Красного Знамени
- Орден Трудового Красного Знамени